# Quatro Santos Coroados
O título de Quatro Mártires Coroados ou Quatro Santos Coroados (em latim: Sancti Quatuor Coronati) é, na verdade, uma referência a nove mártires diferentes, divididos em dois grupos: o primeiro é formado por Severo (ou Segundo), Severiano (ou Severino), Carpóforo e Vitorino; o segundo, por Cláudio, Castório, Sinforiano (ou Simproniano), Nicostrato e Simplício. 
De acordo com a "Lenda Dourada", os nomes dos membros do primeiro grupo não eram conhecidos na época do martírio, "mas foram aprendidos através da revelação do Senhor depois de muitos anos" e é justamente por isto que ficaram conhecidos simplesmente como "Quatro Mártires Coroados" (a coroa é uma referência ao martírio). Não se sabe com certeza de onde os nomes surgiram de fato, mas sabe-se que os nomes deles são idênticos aos nomes dos convertidos por Policarpo, o Padre, na lenda de São Sebastião.
O Martirológio Romano celebra o grupo 2 em 8 de novembro e o grupo 1 em 8 de agosto.

## Primeiro grupo
Severo (ou Segundo), Severino (ou Severiano), Carpóforo e Vitorino foram martirizados em Roma ou em Castra Albana segundo a tradição. Segundo a "Paixão de São Sebastião", os quatro eram soldados (cornicularii, secretários encarregados dos registros e documentos do regimento) que se recusaram a sacrificar para Esculápio e foram condenados à morte por ordem do imperador romano Diocleciano (r. 284–305), dois anos depois da morte dos cinco escultores do segundo grupo. Os corpos dos mártires foram enterrados no cemitério de Santi Marcellino e Pietro al Laterano, na Via Labicana, pelo papa Milcíades e por São Sebastião (cujo crânio está também na igreja).
Os corpos dos quatro mártires estão abrigados em quatro antigos sarcófagos na cripta da igreja. De acordo com uma lápide de 1123, a cabeça de um dos quatro foi enterrada em Santa Maria in Cosmedin.

## Segundo grupo
O segundo grupo, segundo a tradição cristã, era formado por escultores de Sirmio que foram assassinados na Panônia, por terem recusado esculpir uma estátua pagã para o imperador Diocleciano (ou, segundo outra versão, por recusarem realizar sacrifícios aos deuses romanos). O imperador ordenou que os cinco fossem colocados vivos em caixões de chumbo e atirados no rio Sava por volta de 287 (ou 305). Segundo a Enciclopédia Católica: 
| “ | Os "Atos" destes mártires, escritos por um oficial financeiro chamado Porfírio, provavelmente no século IV, relata cinco escultores que, embora não tenham levantado objeções para realizar imagens profanas como Vitórias, Cupidos e a Carruagem do Sol, se recusaram a fazer uma estátua de Esculápio para o templo pagão. Por isto foram condenados à morte como cristãos. [...] Isto aconteceu por volta do final de 305. | ” |
|   | — Enciclopédia Católica. |   |

## Veneração conjunta
Quando os nomes dos primeiro grupo foram aprendidos, foi decretado que eles deveriam ser comemorados junto com o segundo. Conta a tradição que, como os nomes dos quatro soldados não era conhecido na época de sua morte, o papa Milcíades ordenou que, como a data de suas mortes (8 de novembro) era a mesma do segundo, o aniversário dos dois grupos deveria ser celebrado no mesmo dia.
De acordo com a Enciclopédia Católica, "este relato não tem nenhum fundamento histórico e é puramente uma explicação tentativa do nome 'Quatuor Coronati', dado a um grupo de mártires reais enterredos e venerados nas catacumbas de Marcelino e Pedro, cuja origem real, porém, é desconhecida. Eles foram classificados junto com os cinco mártires da Panônia numa referência puramente externa".

## Confusão e conclusões
A confusa história dos Quatro Mártires Coroados era bem conhecida em Florença durante o Renascimento, principalmente a versão contada na "Lenda Dourada" (séc. XIII), de Jacopo da Voragine.
Diversos problemas aparecem ao se determinar a historicidade destes mártires, pois um dos grupos contém cinco nomes e não quatro. Alban Butler acreditava que os quatro nomes do primeiro grupo, que estão presentes no Martirológio Romano, foram tomados emprestados do martirológio da diocese de Albano Laziale, que celebra sua festa em 8 de agosto e não em 8 de novembro. Estes quatro mártires "emprestados" não estariam, segundo esta tese, enterrados em Roma, mas na cripta de Albano, e sua festa seria celebrada em 7 ou 8 de agosto, a data na qual eles estão citados no Calendário de Santos de 354. A Enciclopédia Católica afirma que "estes mártires de Albano não tem relação nenhuma com os mártires romanos".
A dupla tradição pode ter surgido por que uma segunda "Paixão" precisou ser escrita para dar conta do fato de haverem cinco santos no grupo 2 e não quatro. Assim, a história do grupo 1 teria sido simplesmente inventada. O bolandista Hippolyte Delehaye chama esta tradição inventada de "l'opprobre de l'hagiographie" ("O opróbio da hagiografia"). Delehaye, depois uma extensiva pesquisa, determinou que havia apenas um grupo de mártires — os artesãos do grupo 2 — cujas relíquias foram levadas para Roma. Segundo um estudioso, "as pesquisas mais recentes tendem a concordar" com a conclusão de Delehaye.

## Veneração
No século IV ou V, uma basílica foi erguida e dedicada aos mártires no Monte Célio, provavelmente na área onde a tradição localizava suas execuções. Santi Quattro Coronati tornou-se uma das igrejas titulares de Roma e foi restaurada diversas vezes ao longo dos séculos. Os Quatro Mártires Coroados eram venerados na Inglaterra antiga e Beda relata que havia uma igreja dedicada a eles em Cantuária. Esta veneração pode ser atribuída ao fato de Santo Agostinho de Cantuária ter vindo de um mosteiro vizinho da basílica de Santi Quattro Coronati ou por conta de uma história de que suas relíquias teriam translaçãos teriam sido levadas para lá em 601. 
A conexão do segundo grupo com as obras civis ligou a tradição dos mártires à Maçonaria. Um dos jornais acadêmicos da maçonaria inglesa é chamado Ars Quatuor Coronatorum (vide Loja Quatuor Coronati) e os maçons da Alemanha os adotaram como padroeiros.

## Representações artísticas
Por volta de 1385, os Quatro Mártires Coroados foram retratados por Niccolò di Pietro Gerini. Por volta de 1415, Nanni di Banco criou um grupo escultórico dos mártires depois de receber uma encomenda dos Maestri di Pietra e Legname, a guilda de pedreiros e marceneiros, da qual era membro. A obra está em Orsanmichele, em Florença..
Eles também foram retratados por Filippo Abbiati.